# Multipath I/O
U sustavima za pohranu pojam Multipath I/O (višestazni I/O) odnosi se na tehniku koja osigurava toleranciju na greške i poboljšanje performansi koja definira više od jednog fizičkog puta između računala i njegovih uređaja za masovnu pohranu koji se primjerice mogu nalaziti i na mreži: ako se koriste sustavi Storage Area network.
Kao primjer, do diskovnog pogona na mreži se može doći upotrebom protokola iSCSI pomoću dvije (ili više) klasične mrežne kartice Ethernet ili se do diskovnog pogona može doći preko specijalizirane kartice Fibre Channel kartice (HBA), preko mreže Fibre Channel.
U takvom načinu rada, ako jedan kontroler, priključak (port) ili preklopnik zakaže, operativni sustav može usmjeriti diskovne operacije (čitanje/zapisivanje) kroz preostali kontroler ili mrežnu karticu transparentno i bez promjena vidljivih aplikacijama, osim što možda rezultira povećanom latencijom. 
Multipath I/O se najčešće koristi za pristup sustavima Storage Area network poput:
- iSCSI
- Fibre Channel (FC).

Multipath softverski slojevi mogu iskoristiti redundantne staze za pružanje značajki za poboljšanje performansi, uključujući dinamičko balansiranje opterećenja, oblikovanje prometa, automatsko upravljanje stazama i dinamičku rekonfiguraciju.
U Linuxu je za Multipath I/O zadužena komponenta Device mapper.